# José Ignacio Zenteno
José Ignacio Zenteno del Pozo y Silva (Santiago, 28 de julio de 1786-ibidem, 16 de julio de 1847) fue un militar y político chileno.

## Primeros años de vida
Su padres fueron Antonio Zenteno y Bustamante y, de Victoria del Pozo y Silva, asistió al Colegio Carolino en donde realizó sus estudios. A partir del 8 de octubre de 1803 ingresó a la Real Universidad de San Felipe a estudiar sagrados cánones y leyes
Contrajo matrimonio por primera vez con Ignacia Varas, con Ella tuvo dos hijos: Dolores (1/1/1810) y a Tomás Alberto (1/1/1814). Después en segundas nupcias con Josefa Gana Collados con quien tuvo cuatro hijos: Adelina, Enriqueta (6/28/1823), y a los políticos Ignacio (1/1/1828), Estanislao (5/8/1834).
Entre sus nietos podemos destacar a los políticos: Rafael Casanova Zenteno y a Alfredo Prieto Zenteno.

### Vida pública
Desde muy joven manifestó su adhesión a las ideas revolucionarias, lo que permitió que alcanzara el cargo de secretario del director supremo Francisco de la Lastra de la Sotta en 1813. Esas actividades le obligaron a exiliarse en las Provincias Unidas del Río de la Plata al producirse la reconquista realista española. Allí conoció al general José de San Martín, de quien llegó a ser su asesor. 
Al regresar a Chile, asumió como gobernador de Valparaíso, y Bernardo O’Higgins le nombró Ministro de Guerra, tomando la decisión de la formación de la primera Escuadra Nacional, que permitió organizar la Expedición Libertadora del Perú. Creó en Valparaíso la Academia de Guardia Marina.
Ascendió a coronel y fue condecorado con la Orden del Sol. En el gobierno de Ramón Freire tuvo un incidente que le valió el destierro al Perú. A su regreso, en 1826, fue juzgado por un consejo de guerra y resultó absuelto.

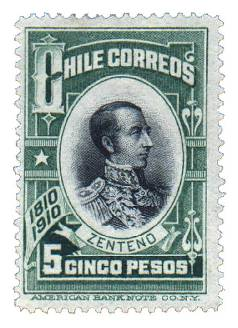
Zenteno representado en un sello postal chileno de la serie conmemorativa del "Centenario de Chile" en 1910.

Se dedicó a la agricultura y en 1831 fue nombrado comandante general de armas e inspector general del Ejército de Chile.
Fue elegido diputado por Santiago en 1846. Fue, además, académico de la Facultad de Leyes de la Universidad de Chile y miembro de la Corte Marcial. Trabajó en la redacción del diario El Mercurio y fue miembro de la Sociedad de Agricultura y de otras corporaciones.
Fue vicepresidente de la Cámara desde el 3 de junio al 4 de septiembre de 1846. Falleció en el ejercicio de su cargo siendo remplazado antes por su suplente José Patricio Larraín Gandarillas a partir del 18 de junio de 1847.

## Distinciones y condecoraciones
- Oficial de la Legión de Mérito de Chile ( Chile).